# Mirosław Gajewski
Mirosław Edmund Gajewski (ur. 4 lutego 1959 w Starachowicach) – polski dyplomata w stopniu ambasadora tytularnego, m.in. Konsul Generalny RP w Hongkongu (2001–2004), ambasador w Wietnamie (2004–2009) i ChRL (2015–2017), Dyrektor Generalny Służby Zagranicznej (2012–2015).

## Życiorys
W 1978 podjął studia na Wydziale Prawa Uniwersytetu Warszawskiego, w trakcie których rozpoczął naukę w Moskiewskim Państwowym Instytucie Stosunków Międzynarodowych, które ukończył w 1985 z tytułem magistra nauk politycznych ze specjalizacją wietnamolog. W latach 1984–1986 odbył staż zawodowy w ambasadzie RP w Hanoi, po zakończeniu którego został zatrudniony jako attaché ds. współpracy kulturalnej, naukowej i informacyjnej. W 1990 odbył staż zawodowy w Instytucie Administracji Publicznej w Paryżu.
Po powrocie w latach 1990–1992 pracował w Ministerstwie Spraw Zagranicznych na stanowisku referenta odpowiedzialnego za stosunki dwustronne z krajami regionu Indochin. W 1992 był oddelegowany na rok do pracy w misji pokojowej ONZ w Kambodży. W latach 1993–1995 kierował jako chargé d’affaires ambasadą RP w Hanoi, a po objęciu stanowiska przez nowego ambasadora pełnił funkcję jego zastępcy. Od 2001 do 2004 był konsulem generalnym w Hongkongu, a od 2004 do 30 września 2009 ambasadorem w Wietnamie. Po powrocie do Warszawy był dyrektorem Departamentu Konsularnego. Od 1 listopada 2012 do lutego 2015 był członkiem kierownictwa MSZ jako Dyrektor Generalny Służby Zagranicznej. Ze stanowiska tego został mianowany ambasadorem RP w ChRL, którym był przez 2 lata. W styczniu 2023 zakończył pracę w MSZ, a następnie w marcu 2024 został przywrócony do pracy.
W 2010 „za zasługi w działalności na rzecz służby zagranicznej” został odznaczony Srebrnym Krzyżem Zasługi.
Zna języki: wietnamski, rosyjski, francuski, angielski. W 1990 uzyskał uprawnienia tłumacza przysięgłego dwóch pierwszych z wymienionych.